# Гриб Антон Євдокимович
Антон Євдокимович Гриб (нар. 7 листопада 1938, с. Слобідка-Глушковецька, нині Україна) — український живописець, літератор. Заслужений майстер народної творчості України (1988). Член НСМНМУ (1990).

## Життєпис
Антін Євдокимвич Гриб народився 7 листопада 1938 року в селі Слобідці-Глушковецькій Ярмолинецького району Хмельницької області, нині Україна.
Закінчив Погірцівське ПТУ Львівської області (1961), Московський державний університет культури і мистецтв (1966), Одеський університет (1970? нині національний університет імені І. І. Мечникова).
Працював провідним методистом, завідувачем відділом Тернопільського обласного методичного центру народної творчості (1967—2002). Голова Тернопільського осередку Національної спілки майстрів народного мистецтва України (1990—1993).

## Творчість
Дослідник народного мистецтва Тернопільщини.

### Виставки
Від 1966 бере участь у художніх виставках — обласних, республіканських, всесоюзних, міжнародних (Франція, 1980; Болгарія, 1982; Молдова, 1983).
Персональні виставки: Підволочиськ, Копичинці (1986), Тернопіль (1988, 1993, 1996, 1999).

### Доробок
Уклав посібник «Золоті плетінки» (1994), довідник «Барвисті джерела» (1998), каталоги виставок; автор збірки віршів «Острів душі» (2003; усі — Т.). Автор та співавтор більше 100 статей у Тернопільському енциклопедичному словнику.
Автор творів:
- «У горах Медоборах» (1978),
- «Липень на городі» (1985),
- «Діти — мої квіти» (1988),
- «Золоті верби» (1992),
- «Що посіяв, те й пожнеш» (1996),
- «Не втримався у сідлі» (1997),
- «Юна троянда», (2003);
- «До сонця» (2003);
- портретів М. Бездільного, П. Ткачука (обидва — 1997);
- плетіння з соломи — брилів, тарелів, шкатулок, серветок.

Твори зберігаються в музеях Тернополя, Києва, Москви, Ярмолинців, приватних колекціях.